# 梅子駅
梅子駅（ばいしえき）は、かつて台湾台中市石岡区にあった台湾鉄路管理局東勢線の駅（廃駅）である。

## 駅構造
- 単式ホーム1面1線の地上駅であった。ホーム上には朴口駅と似た待合室があった。

## 利用状況
- 既に廃止されている。
- 廃止前は招呼站（無人駅）であった。[1]
- 東勢線の廃線跡は自転車道（東豊自行車緑廊）となり、本駅は休憩所となっている。

## 駅周辺
- 東豊鉄橋
- 五分車懐旧公園（懐旧車站）- 台中軽鉄公司経営の軽便鉄道を記念した公園で台湾糖業のDLを保存展示している。
- 五福臨門神木（中国語版）

## 歴史
- 1959年7月16日 - 招呼站（無人駅）として開設された。
- 1991年9月1日 - 東勢線の廃線に伴い廃止された。

## 隣の駅
台湾鉄路管理局
東勢線（廃止）
石岡駅 - 梅子駅 - 東勢駅